# Naquille Harris
Naquille Harris (* 16. Mai 2002 in New York City, Vereinigte Staaten) ist ein Leichtathlet aus St. Kitts und Nevis, der sich auf den Sprint spezialisiert hat und auch die US-amerikanische Staatsbürgerschaft besitzt.

## Sportliche Laufbahn
Harris wuchs in den Vereinigten Staaten auf und absolviert ein Studium an der University of Cincinnati. Seit Juni 2024 ist er international für St. Kitts und Nevis startberechtigt und startete im selben Jahr dank einer Wildcard bei den Olympischen Sommerspielen in Paris. Dort schied er im 100-Meter-Lauf mit 10,38 s in der ersten Runde aus. Zudem war er Fahnenträger seiner Nation bei der Eröffnungs- und Abschlussveranstaltung der Spiele.
2024 wurde Harris nationaler Meister von St. Kitts und Nevis im 100-Meter-Lauf.

## Persönliche Bestleistungen
- 100 Meter: 10,25 s (−0,4 m/s), 16. Juni 2024 in Basseterre
  - 60 Meter (Halle): 6,70 s, 25. Februar 2023 in Birmingham